# Oruro Royal Club
El Oruro Royal Club es un club de fútbol de la ciudad de Oruro, Bolivia, que disputa la Primera "A" de la Asociación de Fútbol Oruro. Fue fundado el 26 de mayo de 1896 como Oruro Football Club, por los trabajadores ingleses del Bolivian Railway Limited, motivo que convierte al Oruro Royal en el "Decano del fútbol boliviano". Sus colores distintivos históricamente son el negro y el blanco —por lo cual reciben el apelativo de «Albinegro»—. Participó en la Primera División de Bolivia los años 1956, 1957 y 1969.
Es la entidad deportiva más antigua de Bolivia, desempeñándose en fútbol y más conocido por ser el primer club de fútbol boliviano.

## Historia

### Fundación

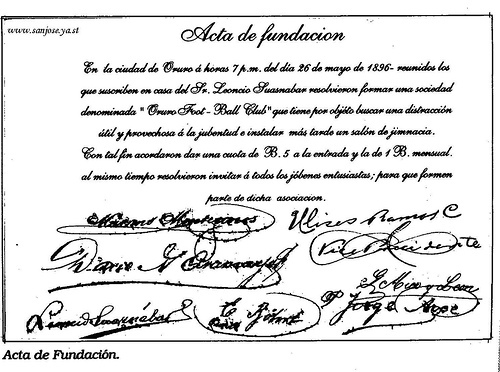
Acta de fundación de Oruro Royal.

Los trabajadores bolivianos de la compañía The Bolivian Railway Limited encargados de los tendidos de los rieles para el ferrocarril Uyuni - Oruro mataban el tiempo de descanso jugando fútbol, un nuevo y raro deporte para 1891 que lo practicaban con un balón de cuero con válvula y cordones. Lo estaban aprendiendo de sus jefes de origen británico, técnicos de la empresa ferrocarrilera, con más dudas que certezas sobre las reglas. Apenas cinco años más tarde se fundaría "Oruro Royal Foot Ball Club", en 1892, se termina el colocado de los rieles y el ferrocarril llega a la Plaza Mayor de la ciudad de Oruro, la cual es inaugurada por el presidente de la República, Aniceto Arce.
A los cuatro años de ese gran acontecimiento, en la ciudad de Oruro, un grupo de jóvenes deportistas como los Condarco, Mier, León, Bohrt, Leoncio Suaznábar, Lizandro Urquidi, Ricardo Ramos y otros, optan por consolidar su organización, que un 22 de mayo de 1896 en domicilio de don Enrique Bohrt, dan por terminado el intercambio de opiniones previas a la fundación y se prepara la documentación que enseñará nueva luz a generaciones de jóvenes deportistas.
Cuatro días después el 26 de mayo en casa del señor Leoncio Suaznábar, los jóvenes suscriben un acta de fundación en la que dejan constancia de su voluntad de formar una sociedad denominada "Oruro Foot Ball Club", que tiene por objeto buscar una distracción útil y provechosa para la juventud e instalar más tarde un gimnasio, así nació el equipo del pueblo, el Decano del fútbol boliviano el: "Oruro Foot ball Club".
En su primer año de fundación se organiza un partido de exhibición en la Plaza 10 de febrero, en homenaje a las fiestas patrias. Un par de años más tarde, usaría oficialmente las casacas con líneas horizontales blanco y negro. Estos colores perduran hasta ahora, más de un siglo.
El decano del fútbol boliviano "Oruro Foot Ball Club" fue el nombre que llevó desde el año 1896, hasta 1907, luego los británicos que jugaban en ese entonces, los llamaron "Oruro Royal Club" ya que muchos equipos ingleses llevaban el denominativo de "Royal" (Real), es así que, desde ese entonces, se quedó como "Oruro Royal Club".

### Primeros años
Su primer Directorio fue el siguiente:
- Presidente: Ricardo Ramos
- Vicepresidente: Ulises Ramos
- Tesorero: Leoncio Suaznábar
- Secretario: Enrique Borth
- Tesoreros: Jorge Arce, Máximo Montesinos y Darío Aramayo

Mientras que el primer equipo estaba compuesto por: Felipe Niño de Guzmán, Zenón Eyzaguirre, Luis Aguirre, Augusto Gunther, Alberto Aguirre, Luis Vásquez, Ricardo Martínez, Telésforo Ross, Rafael Vásquez, Hans Geberber y Ernesto Galzín.
Las franjas verticales negras y blancas y los pantalones blancos fueron el primer uniforme (el cual se mantiene hasta la actualidad).
El primer partido oficial de Oruro Royal data del 26 de mayo de 1897 (fecha del primer aniversario del club), en el cual se enfrentaron dos equipos del mismo club.
A inicios del siglo XIX, el equipo del pueblo realizaba sus partidos en el estadio de la Unión (hoy Parque de la Unión Nacional), el campo deportivo, tenía una capacidad para dos mil espectadores.
En el año 1905 es invitado por el club Thunder Foot Ball Club de La Paz a jugar un partido amistoso, siendo este su primer encuentro ante un equipo de otro departamento, el juego se disputó en la cancha del barrio San Pedro, aquel partido que fue arduamente disputado, fue ganado por el Oruro Royal, donde estuvieron algunos jugadores como los hermanos Condarco, Alejandro Mendizábal, Benavidez, Rogers, Gumucio y Luis Sierra.

En 1913, Oruro Royal de nuevo se hace presente en la ciudad de La Paz para enfrentarse al flamante The Strongest, con un triunfo soberbio del cuadro orureño por 4 goles a 0 y la revancha que se jugó en 1915, empataron a 1 gol.
Es más, esta gloriosa entidad deportiva no solo fue fútbol, también fue golf, básquetbol, boxeo, pelota de mano(k'ajcha), atletismo, motociclismo, ciclismo y tenis.
El historial de este club, que tiene una larga lista de triunfos tras sembrar la semilla del fútbol en el resto del país, trasciende fronteras cuando, sobre la base del equipo del Oruro Royal, se forma una selección para participar, en 1930, en la primera Copa del Mundo que se celebró en Uruguay.
Otro hecho notable en la vida deportiva del Oruro Royal se presenta en 1931, por vez primera se presenta en el estadio Miraflorino de la ciudad de La paz, para enfrentarse con el Club Bolívar, equipo invicto por aquel entonces.
Fue un encuentro memorable, que por sus características entró en la historia del fútbol boliviano, después de una lucha sin pausas entre ambos equipos, el partido se define en favor de los “Royalistas” que vencieron por 2 goles a 0, dónde se destaca con luces propias el portero Miguel Murillo.
Posteriormente fue uno de los fundadores de la Asociación de Fútbol Oruro (AFO) en el año 1921 de la cual es parte hasta el día de hoy. Fue el principal equipo de Oruro hasta la irrupción de Club San José en la década de los 50.

### Años 40
En 1945 se disputa la Copa tradición, donde el Oruro Royal fue el ganador del primer torneo que reunió a clubes de diferentes departamentos, que se jugó en la tierra de Sebastián Pagador. Además del cuadro albinegro, los equipos que participaron en ese certamen fueron The Strongest,  New Players (Cochabamba), Stormers (Sucre) y  Highland Players (Potosí).
Una grave afrenta para el Club y para el fútbol boliviano fue su no inclusión en la Liga en 1977, lo que fue la principal causa para que no vuelva a ser protagonista del fútbol boliviano a nivel nacional.

### Oruro Royal y la Selección boliviana
En los primeros torneos jugados por la selección boliviana, Oruro Royal fue la base de la selección aportando jugadores en todos los campeonatos jugados por la selección hasta el mundial de 1930.   
Oruro Royal fue la base para la selección nacional en el primer mundial jugado en 1930 en Uruguay, aportó a Jesús Bermúdez, Jorge Balderrama, Gumercindo Gómez y Miguel Murillo. 

### Era Profesional
En 1956 Oruro Royal fue la única vez que participó en el certamen profesional del fútbol boliviano, alternando con San José de Oruro, Aurora y Wilstermann de Cochabamba; los ocho del fútbol paceño incluidos Bolívar y The Strongest.
El equipo, que estuvo formado por jugadores nacionales, no tuvo suerte y junto a Ingavi de La Paz, tuvieron que descender.
El equipo contaba con el arquero Pedro Loza, Dámaso Flor, Valentín Castro, Antonio García, Víctor Vargas, Mario Blancourt, Luis Peláez, Cándido Aguayo, Benigno Gutiérrez, Pedro Vargas y otros.
El campo deportivo del Decano en sus bodas de diamante fue declarado Monumento Nacional el año 1971.

### Actualidad
En la actualidad el club participa de la primera categoría de la Asociación de Fútbol Oruro (AFO), con el propósito de poder ascender a la Liga del Fútbol Profesional Boliviano, un sueño que se le hace esquivo al club orureño desde hace varios años atrás. El año 2011 rompió una mala racha de doce años sin ganar la Asociación de Fútbol Oruro (AFO), entre los cuales obtuvo cuatro subcampeonatos, el título lo repite las temporadas de 2011/2012 y 2013/2014.

## Símbolos

### Historia y evolución del escudo

Escudo utilizado hasta 2017
Escudo utilizado desde 2018

Como en muchas camisetas de fútbol y del deporte en general, la camiseta del equipo presenta un escudo en su frente, como el símbolo de la institución.
El escudo oficial del Oruro Royal Club consiste::
- Blanco y Negro: Colores representativos del club.
- Nombre del Club: Nombre del club encima.
- Año de fundación: Año en que fue creado el club.
- Laurel: Símbolo de victoria y triunfo.

El Escudo del Club ha cambiado en varias ocasiones por cuestiones de estilo o para modernizar su imagen.

### Colores
El blanco representa la nieve en las cordilleras, mientras que el negro, representa al cóndor de los andes, pero los británicos de ese entonces, decían que los colores, eran por el mundialmente conocido whisky inglés, el famoso Black and White.

### Apodo
- Decano: El club es apodado como el "Decano", y fue dado debido a que cuando lo bautizaron, Oruro Royal fue el primer club de fútbol fundado en Bolivia.

### Lema
Vencer sin orgullo, perder con honor.

### El grito de guerra
¡¡¡ Oruro Royal... Adelante a la victoria !!!

## Afición
Luego de su fundación, el club llegó a ser el más popular de Oruro, por ser el primer club fundado en dicha ciudad, su afición fue creciendo por sus múltiples hazañas a nivel regional y nacional. Desde su fundación, la fama del Oruro Royal se extendió por todo el país, siendo considerado un club de élite. Su relevancia en este período se manifiesta en su masa societaria, a la que pertenecieron distintas personalidades del país.
A partir de la fundación de la Liga Deportiva de Oruro en 1921 —luego renombrada Asociación de Fútbol Oruro—, el club fue el principal referente de este torneo hasta inicios de los años 1950. Sin embargo con la aparición de San José el Decano fue desplazado a un segundo plano
Posteriormente, el club comenzó a entrar en una profunda crisis que se inició desde 1960, y el número de su hinchada decayó notablemente, el Club Ingenieros se convirtió en el segundo referente más importante para el aficionado, trás de San José, desplazando una vez más al Oruro Royal, que en el profesionalismo de su asociación (1954-1976) no obtuvo ni un título, dejando de ser aquel referente de antaño.
Desde 1977 con la creación de la Liga del Fútbol Profesional Boliviano, el Oruro Royal no pudo jugar la máxima categoría del país, y el permanente representativo de Oruro fue San José, por lo que el aficionado orureño se identificó únicamente con ese equipo, olvidando al Oruro Royal.
Fue solo en tiempos recientes y manera lenta y progresiva que el Oruro Royal encontró un acercamiento con el aficionado de Oruro, esto gracias a sus participaciones en la Copa Simón Bolívar, dónde se puede evidenciar la exigencia del aficionado por el anhelado ascenso a la máxima categoría del fútbol profesional boliviano.
Sin embargo es la misma realidad que viven los demás clubes de antaño, los denominados decanos, y es bien conocida la frase del orureño que reconoce que: "No es que Oruro Royal no tenga hinchada, solo nunca jugó en Primera División".

## Indumentaria
- Uniforme titular: Camiseta a rayas blancas y negras, pantalón negro y medias blancas.
- Uniforme alternativo: Camiseta negra, pantalón negro y medias negras.

### Origen
El origen de los colores está relacionado con su origen inglés el blanco representa la nieve en las cordilleras, mientras que el negro, representa al Cóndor de los Andes, pero los británicos de ese entonces, decían que los colores, eran por el famoso whisky inglés, el "Black and White", los colores perdurán hasta ahora más de un siglo.
En lo que respecta al uniforme alternativo, Oruro Royal ha usado diversos modelos y colores a lo largo de toda su historia deportiva.

### Evolución
| Primero | (Ver evolución) | Actual |

## Instalaciones

### Estadio

Vista aérea del Estadio Jesús Bermúdez

Disputa sus partidos de local en el Estadio departamental Jesús Bermúdez, ubicado en la zona norte de la ciudad de Oruro, a una altitud de 3735 metros sobre el nivel del mar convirtiéndolo en uno de los estadios más altos del mundo, y el tercero más grandes de Bolivia. Tiene un aforo para más de 32 000 espectadores. Lleva ese nombre el honor al jugador Jesús Bermúdez que jugó en el club.

### Sede

Cancha principal de las instalaciones del club.

La sede del club se encuentra en la calle 6 de octubre y Sargento Flores. Cuenta con una sola cancha de césped sintético, en la cual disputa sus encuentros por el campeonato local.

## Datos del club

### Denominaciones
A lo largo de su historia, el club ha visto como su denominación variaba por diversas circunstancias hasta la actual de Oruro Royal Football Club, vigente desde 1907. El club se fundó bajo el nombre oficial de «Oruro Football Club», pero su nombre ha sido modificado por un motivo u otro.
A continuación se listan las distintas denominaciones de las que ha dispuesto el club a lo largo de su historia:
- Oruro Foot ball Club (1896) Nombre fundacional del club.
- 'Oruro Royal Club' (1907-actualidad) Fue adoptado por los británicos que jugaban en ese entonces, ya que muchos equipos ingleses llevaban el denominativo de "Real" (Royal), es así que, desde ese entonces, se quedó como "Oruro Royal Football Club". Denominación actual.

### Estadísticas
- Temporadas en Primera División: 3 (1956-1957, 1969).
- Participaciones en Copa Simón Bolívar: 11
- Participaciones en Copa Bolivia: 2 (2013 y 2015).
- Mejor puesto en Primera División: 5.° (1957).
- Peor puesto en Primera División: 7.° (1956).
- Mayor goleada a favor: 26 - 0  International.[17]

## Participaciones

### Competición nacional
| Torneo | Posición    | PJ | PG | PE | PP | GF | GC  | DG  | Pts. |
| ------ | ----------- | -- | -- | -- | -- | -- | --- | --- | ---- |
| 1956   | 7.°         | 22 | 5  | 4  | 13 | 34 | 57  | -23 | 14   |
| 1957   | 9.°         | 12 | 4  | 2  | 6  | 19 | 30  | -11 | 10   |
| 1969   | 5.° Grupo A | 8  | 0  | 1  | 7  | 9  | 30  | -21 | 1    |
| Total  |             | 42 | 9  | 7  | 26 | 62 | 117 | -55 | 25   |

| Torneo  | Posición        | PJ | PG | PE | PP | GF  | GC  | DG  | Pts. |
| ------- | --------------- | -- | -- | -- | -- | --- | --- | --- | ---- |
| 1999    | Primera fase    | 2  | 0  | 1  | 1  | 0   | 2   | -2  | 1    |
| 2003    | Fase de grupos  | 6  | 1  | 1  | 4  | 6   | 13  | -7  | 4    |
| 2006    | Fase de grupos  | 6  | 1  | 4  | 1  | 8   | 8   | 0   | 7    |
| 2009    | Segunda fase    | 8  | 4  | 1  | 3  | 21  | 16  | +5  | 13   |
| 2010    | Fase de grupos  | 8  | 3  | 2  | 3  | 9   | 9   | 0   | 11   |
| 2011/12 | Fase de grupos  | 12 | 3  | 3  | 6  | 20  | 22  | -2  | 12   |
| 2012/13 | Hexagonal final | 18 | 6  | 3  | 9  | 37  | 11  | +26 | 21   |
| 2014/15 | Fase de grupos  | 8  | 0  | 1  | 7  | 7   | 27  | -20 | 1    |
| 2020    | Tercera fase    | 7  | 1  | 5  | 1  | 15  | 10  | +5  | 8    |
| Total   |                 | 75 | 19 | 21 | 35 | 123 | 118 | +5  | 78   |

| Torneo | Posición       | PJ | PG | PE | PP | GF | GC | DG | Pts. |
| ------ | -------------- | -- | -- | -- | -- | -- | -- | -- | ---- |
| 2013   | Fase de grupos | 5  | 0  | 2  | 3  | 8  | 15 | -7 | 2    |
| 2015   | Fase de grupos | 6  | 2  | 1  | 3  | 8  | 8  | 0  | 7    |
| Total  |                | 11 | 2  | 3  | 6  | 16 | 23 | -7 | 9    |

### Competición regional
| Temporada | Pos.    | PJ | PG | PE | PP | GF | GC | Dif | Pts. |
| --------- | ------- | -- | -- | -- | -- | -- | -- | --- | ---- |
| 2011      | Campeón | 9  | 7  | 1  | 1  | 36 | 9  | +27 | 22   |
| 2011/12   | Campeón | 9  | 9  | 0  | 0  | 36 | 7  | +29 | 27   |
| 2013/14   | Campeón | 22 | 19 | 2  | 1  | 65 | 21 | +44 | 59   |
| 2015      | 6.º     | 18 | 7  | 5  | 6  | 30 | 22 | +8  | 26   |
| 2016      | 6.°     | 18 | 6  | 6  | 6  | 28 | 28 | 0   | 24   |
| 2017      | 8.°     | 9  | 2  | 3  | 4  | 7  | 12 | -5  | 9    |
| 2018      | 4.°     | 22 | 10 | 4  | 8  | 47 | 30 | +17 | 34   |
| 2019      | 3.°     | 20 | 13 | 2  | 5  | 58 | 37 | +21 | 41   |
| 2021      | 4.°     | 8  | 5  | 0  | 3  | 22 | 10 | +12 | 15   |
| 2022      | 6.°     | 10 | 4  | 2  | 4  | 31 | 23 | +8  | 14   |
| 2023-AD   | 5.°     | 9  | 4  | 2  | 3  | 23 | 21 | +2  | 14   |

## Palmarés

### Torneos regionales
| Competición              | Títulos                                                           | Subcampeonatos                                        |
| ------------------------ | ----------------------------------------------------------------- | ----------------------------------------------------- |
| Primera "A" (AFO) (10/8) | 1932, 1938, 1950, 1986, 1987, 1995, 1999, 2011, 2011/12, 2013/14. | 1953, 1988, 2003, 2006, 2009, 2010, 2012/13, 2014/15. |
| Primera "B" (AFO) (1)    | 1985.                                                             |                                                       |

### Torneos amistosos
| Competición                   | Títulos | Subcampeonatos |
| ----------------------------- | ------- | -------------- |
| Copa tradición (1)            | 1945.   |                |
| Torneo Interdepartamental (1) | 1913.   |                |

## Jugadores

### Plantilla 2024
Los siguientes jugadores son los que actualmente integran el primer plantel del Oruro Royal.
- Los equipos bolivianos están limitados por la FBF a tener en su plantel un máximo de seis futbolistas extranjeros.

### Altas y bajas 2024
| Altas            |               |                      |       |
| Futbolista       | Posición      | Procedencia          | Tipo  |
| Segundo Semestre |               |                      |       |
| Cristian Belucci | Defensa       | San Martín           | Libre |
| Miguel Escobar   | Mediocampista | Santos FC            | Libre |
| Marcelo Soto     | Delantero     | Real Mizque          | Libre |
| Clody Menacho    | Delantero     | Libertad Gran Mamoré | Libre |

### Botines de Oro

#### Primera "A" (AFO)
| # | Nombre         | Campeonato | Goles |
| - | -------------- | ---------- | ----- |
| 1 | Ulises Navarro | 2023       | 20    |

## Entrenadores

### Cronología
- Ángel Maldonado (1986-1987)
- Williams Martínez (2005)
- Orlando Cuizaga (2007)
- Williams Martínez (2009)
- Windsor del Llano (2009)
- Daniel Gómez (2010)[18]
- Sergio Apaza (2011)[19]
- William Ramallo (2011-2012)
- Sandro Coelho (2012)
- Teodoro Cárdenas (2013)[20]
- Juan Patricio Navía (2013)[21]
- Rubén Martínez (2014)[22]
- Williams Martínez (2015)[23]
- Arnaldo Mansilla (2017)
- Dionisio Gutiérrez (2018)[24]
- Daniel Gómez (2020)
- Valentín Zanca (2022)
- Richard Blanco (2023)
- José Urzagasti (2023)
- Dionisio Gutiérrez (2024-act.)

## Presidentes
| #   | Presidente                  | Período       | Ref. |
| --- | --------------------------- | ------------- | ---- |
| 1.° | Ricardo Ramos               | 1896          |      |
| 2.° | Luis Fort Samsó             | 1940 - 1946   |      |
| 3.° | Edgar Piérola Irusta        | 2002          |      |
| 4.° | José María Frías García     | 2007 - 2011   |      |
| 5.° | Saúl Sánchez Mollo          | 2011 - 2012   |      |
| 6.° | José María Frías García     | 2012 - 2013   |      |
| 7.° | Jaime Frías García          | 2013 - 2016   |      |
| 8.° | Ivar Alberto Cortez Ramallo | 2020-presente |      |

## Rivalidades

### Bolívar Nimbles y San José
En la era del amateurismo, el clásico rival siempre fue el Bolívar Nimbles, por ser en aquel entonces los dos equipos más antiguos que existían. Desde entonces ambos equipos dominaron los primeros años de la competición local, donde siempre fueron protagonistas, llegando a jugar en muchas ocasiones las finales del campeonato. Este rivalidad ya centenaria es de hecho el primer derbi del fútbol boliviano.
Ambos equipos se disputaron la supremacía del fútbol de Oruro llegando a alternarse varias veces como representantes de ese departamento en los prestigiosos Torneos Interdepartamentales, que fueron los primigenios torneos nacionales de Bolivia.
En 1942 se funda el Club San José y la rivalidad entre ambos equipos comenzó a adquirir relevancia a finales de la década de 1940, y comienzos del 50, 
San José mostró una gran supremacía en el torneo local. Dicha supremacía se vio reflejada en 1954, siendo el primer club orureño en participar en el Torneo Nacional Integrado —primer campeonato nacional de Bolivia— y, conquistando dicha competición al año siguiente. En 1956 y 1957 se enfrentaron por primera vez en dicha competición, siendo el tercer derbi del país que se juega en la Primera División. En 1969 y doce años después volvieron a enfrentarse en la Primera División. Sin embargo, el Oruro Royal Club atravesó una importante sequía de títulos.
En 1977, el "Decano" rechazó su invitación para fundar la Liga del Fútbol Profesional Boliviano (LFPB), como muestra de lealtad a la Asociación de Fútbol Oruro (AFO) y, desde entonces, este clásico no volvió a jugarse en Primera División. En 1999 luego del descenso histórico de San José, el «clásico orureño» se volvió a disputar tras 30 años.

### The Strongest
La rivalidad con The Strongest es una de las primeras rivalidades del fútbol boliviano, sus enfrentamientos datan del año 1913, cuando The Strongest reemplazó al Thunder FC como representante de La Paz en los entonces importantísimos "Torneos Interdepartamentales". Su primer enfrentamiento fue el 2 de noviembre de aquel año que se enfrentaron por primera vez con una contundente victoria del equipo Oruro Royal por 4 goles contra 0 goles del equipo Aurinegro.
Este enfrentamiento se repetiría en 1915, esta vez con victoria Aurinegra por un global de 2 a 0 en dos partidos de ida y vuelta. Posteriormente se enfrentaron en el primer Campeonato Nacional de 1945 y después en los primeros torneos profesionales de los años 50 en 1956.

## Categorías inferiores
Las divisiones inferiores del Oruro Royal Club tienen como objetivo abastecer de jugadores con gran futuro a la primera plantilla. Abarcan distintas categorías participando en torneos organizados por la Asociación de Fútbol Oruro: Sub-7, Sub-9, Sub-11, Sub-13, Sub-15, Sub-17 y Sub-19.